# Chapelle Saint-Paul de Nanterre
Pour les articles homonymes, voir Chapelle Saint-Paul (homonymie).
La chapelle Saint-Paul est une église catholique située 55, boulevard Émile-Zola à Nanterre (Hauts-de-Seine). 

## Description
C'est un bâtiment en béton brut dont le toit est fait de deux versants courbés qui s'élèvent vers le clocher.

## Historique
Elle fut construite à l'emplacement de ce qui était à l'époque le 52, rue des Bizis, et réalisée par l'Œuvre des Chantiers du Cardinal, dans le quartier de La Folie qui était au cours des années 1960 un des plus grands bidonvilles de France. 
La chapelle est consacrée le 20 avril 1969 par Mgr Jacques Delarue, premier évêque du diocèse de Nanterre.
La toiture et l'étanchéité extérieure ont fait l’objet de travaux importants en 2017 et 2018.